# NAACO Brigadier
A pistola NAACO Brigadier - abreviação de "North America Arms Corporation Brigadier", foi desenvolvida para atender aos requisitos canadenses para uma pistola de serviço após a Segunda Guerra Mundial. 

## Visão geral
A pistola NAACO Brigadier foi criada pelos designers Robert Herman e Russell Sutherland entre 1948 e 1950 para a empresa canadense NAACO (North American Arms Corporation, com sede em Toronto). 
O projeto da NAACO Brigadier tinha como base principal a pistola semiautomática FN GP35 Hi-Power de 1935, mas significativamente aumentada para suportar o calibre .45; enquanto a Hi-Power usava o cartucho 9 mm Para, a NAACO Brigadier usava um novo cartucho no calibre .45 muito mais potente do que o .45 ACP.
Para manter o peso baixo, a pistola usava uma corrediça ("slide") de alumínio, mas ainda assim pesava mais de quatro libras, descarregada. Seu carregador de cofre tinha capacidade para oito cartuchos de munição. Um módulo de gatilho removível permitiu uma configuração totalmente automática, completo com uma coronha acoplável. Isso produziria uma configuração de submetralhadora chamado "Borealis" (nunca construído). O armeiro Robert Herman e o designer Russell Sutherland passaram um ano desenvolvendo o protótipo.

## O .45 NAACO
O cartucho .45 NAACO utilizava uma bala padrão de 230 grãos (15 g), podendo produzir velocidades de saída de até 1.600 pés por segundo (490 m/s), ou quase duas vezes mais rápido que o .45 ACP. 
O cartucho .45 NAACO afundou na obscuridade, mas foi revivido na década de 1970 pela Winchester como uma munição para tiro ao alvo de longo alcance. O desempenho balístico era quase idêntico ao original, e o cartucho foi batizado .45 Winchester Magnum. Desde então, tem sido usado em várias armas curtas.